# Poronienie gorączkowe
Poronienie gorączkowe, poronienie zakażone – poronienie przebiegające z podwyższoną ciepłotą ciała, przy czym zakażenie może być ograniczone do macicy lub obejmować przydatki, przymacicza i otrzewną miednicy. Może ono mieć charakter uogólniony i prowadzić do wstrząsu septycznego z zaburzeniami krążenia i niewydolnością narządową płuc, nerek oraz ośrodkowego układu nerwowego.

## Główne objawy kliniczne
- dreszcze
- zimny pot
- tachykardia
- hipotonia
- skóra marmurkowata
- niepokój
- zaburzenia świadomości
- bóle w kończynach
- bóle w jamie brzusznej[1]

## Postępowanie
- prowadzenie intensywnego nadzoru stanu klinicznego (tętno, ciepłota ciała, ciśnienie tętnicze krwi)
- monitorowanie parametrów biofizycznych i biochemicznych (ocena diurezy godzinowej, bilans płynowy, ocena równowagi kwasowo-zasadowej, CRP, morfologia krwi, układ krzepnięcia, próby nerkowe i wątrobowe, elektrolity)
- diagnoza mikrobiologiczna (wymaz z pochwy, wymaz z szyjki macicy, posiew krwi)[1]